# Michail Isajewitsch Nemjonow
Michail Isajewitsch Nemjonow (russisch Михаил Исаевич Немёнов; * 17. Januarjul. / 29. Januar 1880greg. in Witebsk; † 3. Februar 1950 in Leningrad) war ein belarussisch-sowjetischer Chirurg, Röntgenologe und Hochschullehrer.

## Leben
Michail Nemjonow entstammte einer jüdischen Familie. Er studierte an der Humboldt-Universität zu Berlin Medizin mit Abschluss 1905. 1906 wurde er Assistent am Lehrstuhl für Hospitalchirurgie des St. Petersburger Medizininstituts für Studentinnen und darauf Oberchirurg. 1908 richtete er dort eines der ersten Röntgenkabinette in Russland ein. 1916 wurde das Institut auch für Studenten geöffnet.
Nach der Oktoberrevolution gründete Nemjonow 1918 zusammen mit A. F. Ioffe und A. W. Lunatscharski in Petrograd das Staatliche Institut für Röntgenologie und Radiologie. Dazu gründete er 1919 die Russische Gesellschaft für Röntgenologie und Radiologie und die Zeitschrift Bote der Röntgenologie und Radiologie. 1920 wurde er zum Professor ernannt. Es folgten 1930 die Promotion zum Doktor der biologischen Wissenschaften und 1935 die zum Doktor der medizinischen Wissenschaften.
Nemjonow veröffentlichte Studien über die Wirkung von Röntgenstrahlung auf Geschlechtsorgane und das vegetative Nervensystem. Er untersuchte die Struktur und Funktion des Lymphatischen Systems. Erstmals benutzte er das Verfahren der bedingten Reflexe zur Untersuchung der Wirkung der Röntgenstrahlung auf die Großhirnrinde. Auch entwickelte er medizinische Geräte sowie Methoden für die künstliche Kontrastierung. Er war Ehrenmitglied der Österreichischen Röntgengesellschaft und der Società italiana di radiologia medica.
1939 wurde Nemjonow Chef des Lehrstuhls für Röntgenologie der Militärmedizinischen Kirow-Akademie der Roten Armee und blieb es bis zu seinem Tode. Während des Deutsch-Sowjetischen Krieges organisierte er das Röntgen an den Fronten. 1943 wurde er zum Generalmajor des Sanitätsdienstes befördert.
Nemjonow hatte zwei Kinder, die Künstlerin Gerta Michailowna Nemenowa und den Physiker Leonid Michailowitsch Nemenow.

## Ehrungen
- Verdienter Wissenschaftler der RSFSR (1930)
- Orden des Roten Banners der Arbeit
- Orden des Roten Sterns
- Orden des Vaterländischen Krieges I. Klasse